# Darcha
Darcha (em hindi: दारचा é uma aldeia na região de Lahaul, distrito de Lahaul e Spiti, norte do estado do Himachal Pradexe, noroeste da Índia. Em 2001 tinha 298 habitantes.
Situada em ambas as margens do rio Bhaga, a 3 360 metros de altitude, Darcha é o povoado permanente mais setentrional do Himachal Pradexe na Estrada Manali–Leh e é um dos locais escolhidos para pernoitar pelos viajantes e autocarros que fazem a ligação entre essas duas cidades.
A aldeia tem duas partes: Darcha Dangma, na margem sudeste do rio, e Darcha Sumdol, na margem oposta, onde passa a estrada. Encontra-se 7 km a nordeste de Jispa, 30 km a nordeste de Keylong, 145 km a norte de Manali, 78 km a sudoeste da fronteira com os estado de Jammu e Caxemira (Sarchu) e 328 km a sul-sudoeste de Leh (distâncias pela estrada Manali–Leh).
A aldeia tem uma escola, um centro de saúde e dispõe de água potável, eletricidade e ligações telefónicas. Darcha é um dos extremos de várias rotas de caminhada para a região de Zanskar, nomeadamente uma com cerca de 130 km, que vai até Padum.